# Henryk Mojsa
Henryk Mojsa (ur. 11 lipca 1957 w Gdańsku) – polski piłkarz, grający na pozycji pomocnika.

## Kariera piłkarska
Henryk Mojsa to wychowanek Stoczniowca Gdańsk, w latach 197–1977 grał w drużynie Stoczniowca, następnie w latach 1978–1979 w I ligowym Zawiszy Bydgoszcz, powrócił na Pomorze i w 1980–81 roku występował w Bałtyku, 1982–1983 Arce Gdynia. Wiosną 1984 roku sprowadzony na Podlasie do Jagiellonii Białystok, stał się głównym filarem zespołu oraz współtwórcą awansu do I ligi. W Jagiellonii piastował funkcję kapitana, wówczas przylgnął do niego przydomek ‘profesor’. W 1988 roku wyjechał do Australii, gdzie grał i trenował w amatorskich klubach polonijnych. Powrócił do Polski w 2009 roku, był przez jeden sezon trenerem młodej Jagiellonii.